# ヤジロベエ

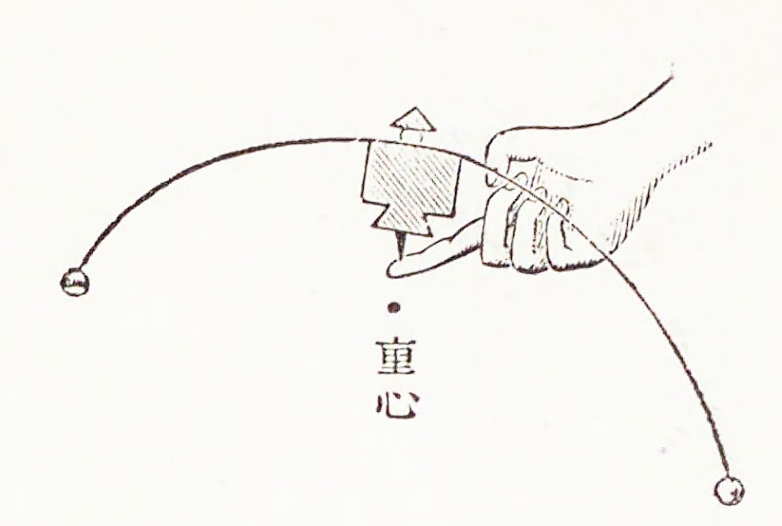
彌次郞兵衛

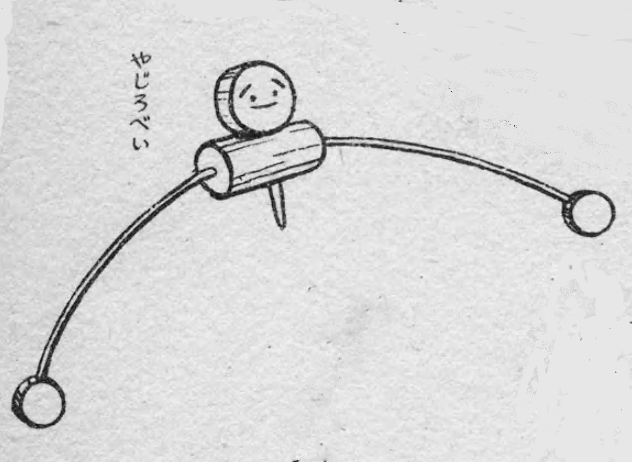
キビ細工のやじろべえ

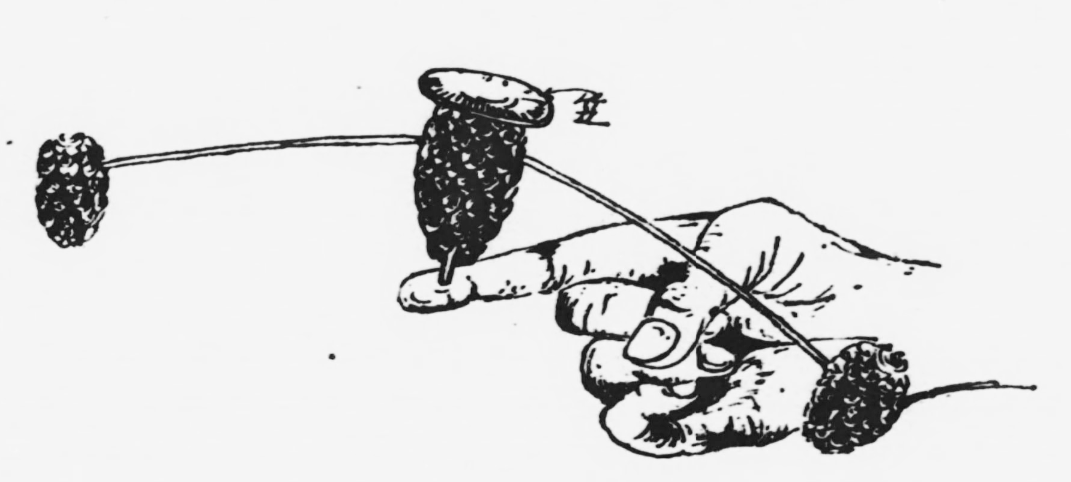
松かさ細工のやじろべえ

ヤジロベエ（弥次郎兵衛、ヤジロベーとも）とは、日本の伝統的な玩具。人の形をしていて、胴の先が細くなっており、左右に伸びた手の先についている重りでバランスをとる。釣合人形ともいう。英語でいうバランストイ（balance toy）に分類され、バランストイのことをヤジロベエということも多い。

## 歴史
日本の伝統玩具で江戸時代の享保年間の浮世絵にも描かれている。
広辞苑などに紹介されている説では、振り分け荷物を棒の先に吊るして肩に担いで運ぶ弥次郎兵衛（東海道中膝栗毛の登場人物）に由来するという。また、一説には与二郎という名の門付が笠の上で舞うヤジロベエを披露しながら行脚していたことに由来するという。
見世物、玩具、酒席の遊びなどとして用いられてきた。多くは人物を象っており支点を足、左右のバランスをとる部分を腕としている。しばしばドングリと竹ヒゴなどを使って作られる。郷土玩具としては富山県のキツツキやじろべえがある。

## 力学モデル

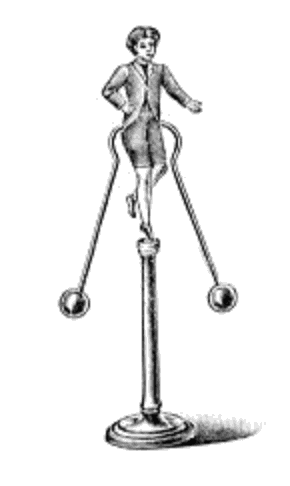
同じ原理のドイツのおもちゃ。1905年

ヤジロベエ全体の重心が支点（＝地面との設置点）よりも下にあるため、ヤジロベエは安定的に立つことができる。安定性は重心と支点の距離が離れるほど増し、逆に重心と支点が一致すると安定限界となり、ヤジロベエは立てなくなる（＝系の不安定化）。力のモーメントの釣り合いという力学の基本を、シンプルな形状の上に実現しているため、学校教育などで力学の基本モデルとして利用される事がある。

## シンボル

### 豆造・豆蔵（家紋）
豆造・豆蔵紋。近代になってからの新紋で、江戸時代前・中期の元禄年間（1688年 - 1704年）に存在した豆造という大道芸人がモデル。人気者でのちに、人形（釣り合い人形）にもなり弥次郎兵衛と呼ばれ親しまれた。
一つ豆造、三つ豆造、豆造菱などがある。希少紋。武家での使用家は不明。

### ノリタケ
ヤジロベエは、陶磁器メーカーのノリタケ（オールドノリタケ）の日本国内向けの裏印にシンボルとして用いられていた（「不」の字に似ている）。これは生産管理のバランスの良さを意味しているという。